# Castelo de Penalva
Castelo de Penalva is een plaats (freguesia) in de Portugese gemeente Penalva do Castelo en telt 1070 inwoners (2001).